# Favonius AB
Favonius projekterar, etablerar och driver vindkraftverk. Företaget driver Skottarevsprojektet, med planer på en havsbaserad vindkraftspark med 30 kraftverk utanför Falkenberg. Bolaget ägs av Agrivind AB.